# Blond: Eva Blond!
Blond: Eva Blond! ist eine Krimi-Fernsehreihe des Senders Sat.1. Ermittler in den insgesamt sechs Episoden der Reihe sind die Titelheldin Eva Blond (Corinna Harfouch) und ihr türkischer Kollege Alyans (Erdal Yıldız). Drehbuchautor ist der zweifache Grimme-Preisträger Sascha Arango.

## Konzept
Im Mittelpunkt der in Berlin spielenden Fernsehreihe stehen die intelligente, humorvolle und oft auf den Faktor Intuition vertrauende Kommissarin Eva Blond sowie ihr traditionsbewusster Assistent Alyans (mit türkischem Migrationshintergrund). Die Konstellation intelligente, sensible und humorvolle Frau vs. türkischer Macho sorgt als Grundbestandteil der Krimireihe sowohl beruflich als auch privat für diverse Konflikte. Im Rahmen dieses Konzepts findet allerdings auch eine persönliche Fortentwicklung statt: Sind die diversen Auseinandersetzungen und kollegialen Frotzeleien in den ersten Filmen der Reihe noch recht stark präsent, treten sie in den letzten immer stärker in den Hintergrund zugunsten eines freundschaftlich geprägten kollegialen Respekts.
Ein zweites Alleinstellungsmerkmal der Serie ist ihr Schauplatz: das vom Zusammenleben unterschiedlicher Kulturen geprägte großstädtische Berlin. Die Grundplots der insgesamt sechs „Eva-Blond“-Filme orientieren sich zwar stark an klassischen Whodunnit-Mustern herkömmlicher Fernsehkrimis. Witzige Dialoge, viel Situationskomik, eine für Krimi-Fernsehreihen überdurchschnittlich „schnelle“ Inszenierungsweise sowie teilweise recht realistische Milieuschilderungen bescherten Blond: Eva Blond! eine Reihe wohlwollender bis guter Kritiken sowie mehrere Preisnominierungen. Auch beim Publikum überwogen die guten Kritiken. Als ambitionierte TV-Produktionen profilieren konnten sich die Eva-Blond-Filme durch weitere namhafte Schauspieler in Nebenrollen wie etwa Herbert Knaup (als Lebensgefährte von Eva Blond), Ralph Herforth, Tayfun Bademsoy, Frank Giering, Sissi Perlinger, Meret Becker und Esther Schweins sowie profilierte Regisseure wie Hermine Huntgeburth und Achim von Borries.

## Produktion und Ausstrahlungen
Produzent der „Eva Blond“-Filme war die neue deutsche Filmgesellschaft mbH, die sowohl für öffentlich-rechtliche als auch private TV-Sender Fernsehfilme realisiert. Sat.1 sendete mittwochs jeweils zwei Filme am Stück im Oktober 2002, im Mai 2004 sowie im Sommer 2006. In seinem Finanzbericht für 2002 vermeldete der Sender noch einen insgesamt recht guten Marktanteil für ambitionierte Eigenproduktionen wie „Eva Blond“ (bei den 14- bis 49-Jährigen zwischen 13,8 und 16,3 %). Ausstrahltermin der beiden letzten Filme war allerdings nicht mehr der gewohnte Sendeplatz um 21:15 Uhr, sondern der vergleichsweise späte Sendetermin 22:15 Uhr.

## Episodenliste
| Nr.                                                                                                | Originaltitel                 | Erstausstrahlung D | Regie               | Drehbuch                           |
| -------------------------------------------------------------------------------------------------- | ----------------------------- | ------------------ | ------------------- | ---------------------------------- |
| 1                                                                                                  | Der Mörder spricht das Urteil | 9. Okt. 2002       | Jorgo Papavassiliou | Sascha Arango                      |
| Gastdarsteller: Peter Sattmann, Ralph Herforth, Ceren Dal                                          |                               |                    |                     |                                    |
| 2                                                                                                  | Das Buch der Beleidigungen    | 16. Okt. 2002      | Urs Egger           | Sascha Arango                      |
| Gastdarsteller: Uwe Bohm, Lisa Maria Potthoff, Nicole Heesters, Johann Adam Oest, Teresa Harder    |                               |                    |                     |                                    |
| 3                                                                                                  | Der Zwerg im Schließfach      | 12. Mai 2004       | Hermine Huntgeburth | Sascha Arango                      |
| Gastdarsteller: Melika Foroutan, Rolf Kanies, Tayfun Bademsoy, Ercan Özçelik                       |                               |                    |                     |                                    |
| 4                                                                                                  | Wie das Leben so spielt       | 19. Mai 2004       | Matthias Glasner    | Sascha Arango                      |
| Gastdarsteller: Meret Becker, Sissi Perlinger, Ulrike Krumbiegel, Esther Zimmering, Eva-Maria Kurz |                               |                    |                     |                                    |
| 5                                                                                                  | Epsteins Erbe                 | 30. Aug. 2006      | Achim von Borries   | Sascha Arango, Saskia Lechtenbrink |
| Gastdarsteller: Esther Schweins, Götz Otto, Lambert Hamel                                          |                               |                    |                     |                                    |
| 6                                                                                                  | Der sechste Sinn              | 6. Sep. 2006       | Matthias Glasner    | Sascha Arango                      |
| Gastdarsteller: André Hennicke, Soraya Richter, Birge Schade                                       |                               |                    |                     |                                    |

## Nominierungen
Die Reihe erhielt mehrere Nominierungen für Fernsehauszeichnungen: 2003 Sascha Arango in der Rubrik „Bestes Buch Fernsehfilm/Mehrteiler“ für den Deutschen Fernsehpreis, 2004 Aufstellung einer Episode beim Fernsehfilmfestival Baden-Baden, 2005 schließlich eine Nominierung für den 41. Adolf-Grimme-Preis für die Folge Wie das Leben so spielt. Neben der ebenfalls von Sat.1 produzierten Improvisations-Comedy Schillerstraße war Eva Blond einziger Kandidat des Senders für diesen Preis.